# Nová Ves (Kelet-prágai járás)
Nová Ves település Csehországban, a Kelet-prágai járásban. Nová Ves Měšice, Čakovičky, Zlonín, Mratín és Kostelec nad Labem településekkel határos. Lakosainak száma 1518 fő (2024. január 1.).

## Népesség
A település lakosságának változását az alábbi diagram mutatja:
| Lakosok száma | 193  | 206  | 241  | 183  | 237  | 226  | 1208 | 1345 | 1417 | 1518 |
|               | 1869 | 1890 | 1921 | 1950 | 1980 | 2001 | 2017 | 2019 | 2022 | 2024 |